# Stazione di Chieri
La stazione di Chieri è una stazione ferroviaria di testa a servizio dell'omonima città nonché della vicina Pino Torinese, posta a capolinea della breve Ferrovia Trofarello-Chieri.

## Storia
La linea, e quindi anche la sua stazione capolinea nacquero in seguito alla richiesta di cittadini chieresi che necessitavano di un collegamento con il capoluogo piemontese: la prima concretizzazione si ebbe nel 1853, quando venne fondata una Società per la strada ferrata da Chieri a Truffarello (antico nome di Trofarello). Dopo molte proposte, il 10 novembre 1874 venne inaugurato il breve tratto di ferrovia e l'esercizio iniziò con 4/5 corse giornaliere con trazione a vapore. Nel 1921, contestualmente con la Torino–Genova, la linea venne elettrificata in corrente alternata trifase a 3,6 kV 16⅔ Hz e venne attrezzata inoltre una Locomotiva FS E.550 per servizio a navetta. Nel 1961 l'alimentazione venne convertita in corrente continua a 3 kV e vi prestarono servizio prima una Locomotiva FS E.400, poi una Locomotiva FS E.626, attrezzata con citofono per il servizio a navetta. Dagli anni 2000 è capolinea della sfm1, parte del Servizio ferroviario metropolitano di Torino.

## Strutture e impianti
La stazione è ufficialmente posta alla PK 21+594, proseguendo il conteggio della linea da Torino per Genova, ma la distanza da Trofarello, dove ha effettivamente origine, è pari a 8+564 km. L'impianto è collocato in contesto urbano, nel quartiere centrale di Campo Archero. 
Originariamente il piazzale binari era formato dai due binari tronchi, tutt'ora in uso, dedicati al servizio viaggiatori e utili come punto di scambio, sosta e precedenza per la ferrovia a binario unico. Essi terminavano presso la rimessa locomotive, al 2024 abbattuta: ciò spiega la particolare conformazione del piano binari della stazione che, pur essendo di testa, è stata costruita come passante, con il FV posto a lato dei binari e non perpendicolarmente ad essi. Altri tre binari tronchi posti a servizio del magazzino merci ed era presente anche un raccordo con i magazzini militari della Caserma Scotti, dotato di due ulteriori binari tronchi.
Al 2024 il piazzale binari è composto dai soli due binari tronchi dedicati al servizio passeggeri: il binario 1 di corretto tracciato e il 2 in deviata, collegato al primo grazie ad uno scambio lato Trofarello. Ciascun binario è servito da una propria banchina e le due sono congiunte oltre i respingenti che costituiscono la fine dei binari, costituiendo di fatto un unico marciapiede. Questo marciapiede di raccordo tra le due banchine garantisce altresì un collegamento agevole e sicuro, evitando di creare un eventuale sottopasso o un più pericoloso attraversamento a raso. 
La banchina è parzialmente protetta da alcune tettoie, di cui una si trova all'esterno del fabbricato viaggiatori, lato binari, per coprire la banchina del binario 1, e un'altra in lamiera, a forma di L, è posta a servizio e a protezione del collegamento col binario 2. Tutti gli latri binari succitati, a seguito della cessazione dei relativi servizi, sono stati asportati in data imprecisata e sovente l'area dove si trovavano riconvertita ad altro uso. 
Al 2024 nell'area che fu occupata dalla rimessa locomotive è presente una struttura prefabbricata, inaccessibile all'utenza, che ospita alcune apparecchiature per la gestione del traffico sulla linea.

## Movimento
La stazione è capolinea per treni della linea SFM1 Rivarolo-Chieri, del Servizio Ferroviario Metropolitano di Torino; in passato era anche scalo merci per alcune industrie della zona circostante, collegate con dei raccordi.

## Interscambi
Sul lato est della stazione è presente un insieme di capolinea di varie linee intercomunali colleganti con comuni limitrofi, denominato MOVIcentro, gestite da operatori privati locali, inoltre a pochi passi dalla stazione stessa ci sono le fermate dei bus della rete urbana, circolare 1 e circolare 2 di Chieri, e la linea 30 che collega Chieri con Pino Torinese e Reaglie.

## Servizi
La stazione dispone di:
- Biglietteria automatica
- Sala d'attesa
- Servizi igienici
- Bar
- Ristorante